# Affaire Christian Marletta
Pour les articles homonymes, voir Marletta.
L'affaire Christian Marletta est une affaire criminelle française dans laquelle Christian Marletta – né le 24 septembre 1951 à Marseille – a été accusé d'avoir enlevé, étranglé, violé et tué Christelle Bancourt, une fillette de douze ans, en juin 1982 à Marseille et d'avoir découpé son corps en morceaux. Christian Marletta est reconnu coupable et a été condamné, le 15 mars 1985, à la réclusion criminelle à perpétuité.

## Historique

### La disparition
Christelle Bancourt – née avec sa jumelle Chantal le 14 septembre 1969 – disparaît le 10 juin 1982, vers 18h20, près du foyer « Le Bois Fleuri », alors qu'elle allait chez le dentiste. Personne n'a rien vu, rien entendu, jusqu'à ce que le nom de Christian Marletta apparaisse. En effet, il est éducateur au foyer où est placée Christelle Bancourt et a été vu sur sa moto près du foyer vers 18 heures, au moment où Christelle a disparu.

### La découverte macabre
Entre-temps, une semaine après la disparition de Christelle, un tronc humain  est découvert dans un sac poubelle sur le parking de l'hypermarché du Carrefour le Merlan à une dizaine de kilomètres du foyer « Le Bois Fleuri ». L'autopsie permet de constater que le tronc appartiendrait à une fillette âgée de 8 à 10 ans : même si Christelle avait 12 ans, elle faisait plus jeune que son âge. De plus, la jeune fille aurait été violée et sodomisée et le dépeçage permet d'affirmer que c'est un professionnel qui a effectué ce travail.

### Un suspect
Interrogé, Christian Marletta nie être responsable de la disparition de Christelle. Les policiers l'emmènent alors à la morgue pour le confronter au corps de Christelle. Sur place, Marletta s'indigne des conditions dans lesquelles il est interrogé. De retour à l'Hôtel de Police, les policiers lui présentent les sacs poubelles dans lesquels le tronc de Christelle a été découvert. Christian Marletta admet que ces sacs poubelles lui appartiennent et avoue avoir assassiné Christelle.

### L'enquête
Il raconte s'être rendu au foyer du Bois Fleuri, où il a aperçu Christelle. Puis, dit-il, il est repassé quelque temps plus tard et a revu la jeune fille. Christian Marletta, qui la connaissait, lui a proposé de la ramener au foyer et quelques minutes plus tard ils ont eu un léger accident, durant lequel Christelle tombe et s'évanouit.
Christian Marletta amène Christelle chez lui pour la soigner. Il la met sur son lit et Christelle le regarde bizarrement car elle sait qu'elle ne devrait pas être à cet endroit-là. Puis pris d'un sentiment de panique, Christian Marletta, selon ses aveux, aurait étranglé Christelle jusqu'à ce qu'elle ne respire plus. Il l'aurait ensuite emmenée dans la salle de bains pour la déshabiller, puis aurait décidé de dépecer son corps avec des couteaux et un hachoir. En revanche, Christian Marletta nie le viol, quand les policiers lui disent que Christelle a été violée.
Christian Marletta raconte par la même occasion qu'il a déposé les sacs poubelles sur le parking d'un supermarché et que les autres sacs poubelles ont été jetés dans la mer à la Pointe Rouge, au sud de Marseille. Les policiers fouillent la Baie pendant des heures, mais ne trouvent rien.
En juillet 1982, un bras, une jambe ainsi qu'une tête sont retrouvés près de la Pointe Rouge et après examen la tête s'avère être celle de Christelle Bancourt. L'autopsie pratiquée le 17 juin 1982 sur les autres membres du corps de Christelle révèle que celle-ci aurait été tuée au plus tard 36 heures avant la découverte du corps (soit le 15 juin 1982) et au plus tôt 4 jours avant (soit le 13 juin 1982). Pour les avocats de la défense, si Christelle a été tuée entre le 13 et le 15 juin 1982, cela innocente Marletta puisque ce dernier était dans le Lot.
Au cours de l'enquête, les policiers apprennent que Christian Marletta a été accusé en 1980 d'avoir pratiqué des attouchements sexuels sur la sœur jumelle de Christelle, Chantal. À l'époque, la directrice du foyer n'avait pas cru Chantal et il n'y eut pas d'enquête. Pourtant, selon Chantal, Christelle a sans doute été assassinée parce que Christian Marletta voulait se venger de cette accusation.
Christian Marletta est écroué à la prison des Baumettes après avoir réitéré ses aveux par deux fois devant le Procureur de la République et le Juge d'instruction. En prison, Christian Marletta reçoit la visite de plusieurs experts psychiatres, à qui il raconte plusieurs versions. Il raconte d'abord qu'il n'a pas tué Christelle et qu'il a découvert son corps devant sa porte. Pris de panique il aurait découpé le corps avant d'en jeter les restes dans la Pointe Rouge et sur le parking du supermarché. Dans une autre version donnée au Juge d'instruction le 5 juillet, il déclare avoir reçu un appel téléphonique lui ordonnant de jeter les morceaux du corps, sans quoi sa femme et son fils auraient de graves problèmes. Ses avocats soulignent l'absence de reconstitution et le rejet de plusieurs demandes d'actes.
Le 24 novembre 1982, C. Marletta se rétracte officiellement devant le juge d'instruction. Ce jour-là, il est inculpé du viol de la petite Christelle Bancourt.

### Le procès
Le 12 mars 1985 s'ouvre le procès de Christian Marletta,. Celui-ci parait étranger au dossier et malgré le témoignage de ses amis et de sa famille, qui font de lui un portrait élogieux, il ne convainc personne quand il déclare n'avoir pas tué Christelle. Les avocats de la défense font valoir que l'appartement de Marletta était propre quand les policiers l'ont fouillé : si Christian Marletta avait tué Christelle, des projections de sang auraient été retrouvées sur le mur ou sur le sol alors qu'il n'y en avait pas. Hormis un lambeau de peau retrouvé dans la douche, aucune preuve matérielle ne permet d'accuser Christian Marletta.
Alors pourquoi Christian Marletta a-t-il avoué le meurtre ? Marletta déclare qu'il ne savait plus ce qu'il faisait et qu'il a craqué face aux pressions des policiers, notamment quand il a été emmené à la morgue pour faire face au cadavre de Christelle. De plus, pour les policiers Marletta est coupable, car seul le meurtrier connaissait l'emplacement exact des sacs poubelles et ce dernier a décrit l'endroit où se trouvaient les restes humains.

### En prison
Christian Marletta est finalement condamné à la réclusion criminelle à perpétuité le 15 mars 1985 par la Cour d'assises des Bouches-du-Rhône à Aix-en-Provence. Son pourvoi en cassation est rejeté le 30 octobre 1985. Emprisonné à la maison centrale d'Arles, Christian Marletta demande la révision de son procès avec l'aide de Gilbert Collard. Une association s'est constituée en sa faveur, dont le Comité des Droits de l'Homme de Châteauroux qui lui apporte son soutien.
Christian Marletta a été libéré de prison en 2006, et mène désormais une nouvelle vie avec sa compagne qu'il a rencontrée en prison.

## Documentaire télévisé
- Faites entrer l'accusé, présenté par Christophe Hondelatte, en janvier 2008 et septembre 2009, « Christian Marletta, l'aveu »[3] Christian Marletta avait écrit à Christophe Hondelatte afin de lui demander de renoncer à la diffusion de l'émission estimant celle-ci diffamatoire et nuisible à sa réinsertion à sa sortie de prison. L'émission faisant état aussi bien des éléments qui accablent Christian Marletta que des zones d'ombre pointées par la défense et autres méthodes peu habituelles utilisées par la police marseillaise de l'époque, sa requête n'a pas été entendue.